# Estadi de Sekondi-Takoradi
L'Estadi de Sekondi-Takoradi, també anomenat Estadi Essipong, és un estadi esportiu de la ciutat de Sekondi-Takoradi, a Ghana.
És la seu del club Sekondi Hasaacas FC i Sekondi Eleven Wise FC. Té una capacitat per a of 20.000 espectadors. Va ser inaugurat el 2008 i el mateix any fou seu de la Copa d'Àfrica de 2008.
El seu aspecte és molt similar al de l'estadi de Tamale.

## Galeria

Vista exterior de l'estadi.
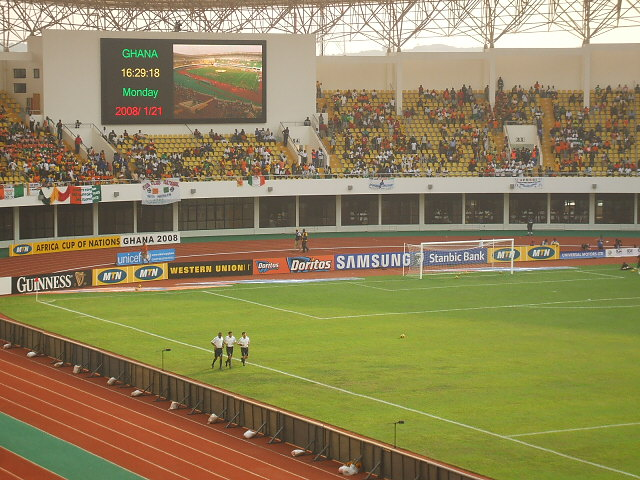
Vista interior de l'estadi.
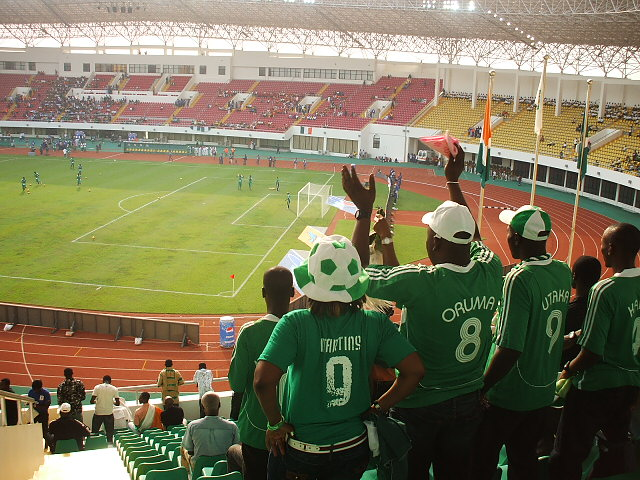
Nigèria vs Costa d'Ivori el 2008.